# Bill Goode
Pour les articles homonymes, voir Goode.
Bill Goode, pseudonyme du journaliste William Francis Goodykoontz, né le 28 juillet 1914 dans le comté de Mercer, en Virginie-Occidentale, et mort le 26 octobre 1990 en Caroline du Nord, est un écrivain américain, auteur d'un seul roman policier et de plusieurs essais.

## Biographie
William F. Goodykoontz fait des études en droit, en éducation et en journalisme, puis devient reporter des affaires criminelles pour le Washington Daily News, y assurant en outre une chronique intitulée It Happened in Washington.
Plus tard, il devient journaliste politique pour divers journaux, dont le Washington Post, et couvre les conférences de presse de la Maison-Blanche et de la Chambre des Représentants.
Sous le pseudonyme de Bill Goode, il publie, en 1947, The Senator's Nude, un roman policier qui tient à la fois du whodunit et du roman noir. L'œuvre, traduite deux ans plus tard en France dans la Série noire sous le titre Micmac maison, raconte l'enquête du rédacteur d'un journal de Washington qui a pour point de départ la découverte du cadavre d'une jeune femme assassinée sous le lit d'un sénateur. Le récit se déroule en pratiquement 24 heures : chaque chapitre étant daté presque heure par heure. Selon Claude Mesplède « Une grande partie de l'action conduite à un rythme alerte, progresse grâce à de nombreux dialogues vifs et réalistes, teintés d'humour caustique pour caricaturer les personnages excentriques, bêtes ou lâches de la haute société ».
L'année suivante paraît, toujours sous le pseudonyme de Goode, une nouvelle policière dans le magazine Blue Book (en), puis Goodykoontz abandonne le genre policier pour se consacrer à des études en littérature à l'Université de Caroline du Nord à Chapel Hill. En 1952, il décroche une maîtrise grâce à une thèse sur l'influence de John Bunyan dans le théâtre de George Bernard Shaw.
À partir de 1968, William F. Goodykoontz a également publié des essais sur l'éducation et la criminologie.
Il meurt en Caroline du Nord en octobre 1990.

## Œuvre

### Roman policier
- The Senator's Nude (1947) Publié en français sous le titre Micmac maison, traduit par Henri Robillot et François Gromaire, Paris, Gallimard, Série noire no 29, 1949 ; réédition, Paris, Gallimard, Carré noir, no 134, 1973

### Nouvelle policière
- King Bones (1948)

### Essais publiés sous le nom William F. Goodykoontz
- Some aspects of John Bunyan's influence on the art of George Bernard Shaw (1952)
- Maturity: growing up strong (1968)
- Prejudice, the Invisible Wall (1968)
- Loyalties: whose side are you on? (1970)
- Drugs: insights and illusions (1971)
- Law: you, the police, and justice (1971)
- The Future: can we shape it? (1973)
- Environment, Earth in Crisis, Teaching Guide (1973)

## Sources
- Claude Mesplède et Jean-Jacques Schleret, SN Voyage au bout de la Noire, Futuropolis, 1982, p. 159.
- Claude Mesplède, Les Années Série noire vol.1 (1945-1959) Encrage « Travaux » no 13, 1992